# Botany Bay
Pour l’article homonyme, voir Ville de Botany Bay.
Botany Bay (littéralement « baie botanique ») est une baie située à Sydney en Nouvelle-Galles du Sud (Australie), à quelques kilomètres au sud du centre de la ville (Sydney central business district). Cette baie fut le théâtre du débarquement de Cook et son équipage qui naviguait sur l'Endeavour.

## Aperçu historique

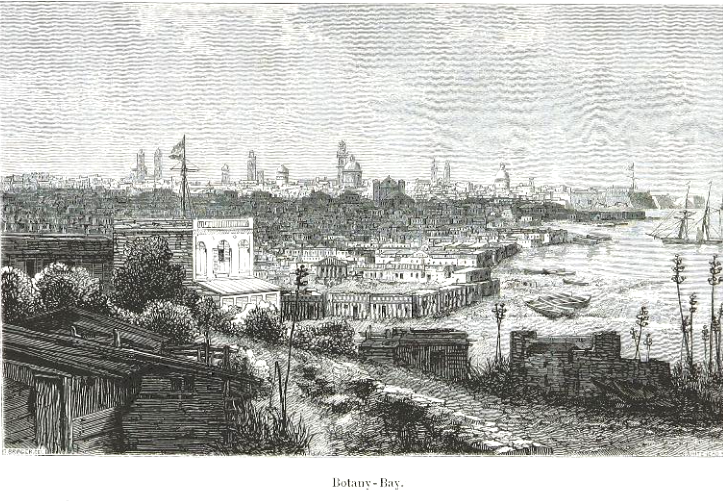
Jean-Baptiste Henri Durand-Brager, Voyage du capitaine Baudin en Australie, 1803.

Des preuves archéologiques sur les rives de la baie Botany ont mis en évidence un établissement autochtone datant de 5 000 ans. Les Aborigènes de Sydney étaient connus sous le nom de Eora, divisées en sous-catégories par langage. Les habitants des rivières Cooks et Georges appartenaient au clan Bidjigal; sur le rivage sud de la baie se trouvaient le clan Gweagal, tandis que sur le rivage du nord vivait le clan Kameygal. Un artefact recueilli lors du premier voyage de Cook à Botany Bay est un bouclier en écorce. Cet objet très rare fait maintenant partie de la collection du British Museum et a fait l'objet d'une émission de la série radiophonique du BBC Une histoire du monde en cent objets.
Le débarquement de Cook marqua le point de départ de l’intérêt britannique en Australie et de la colonisation ultérieure de ce nouveau « continent du Sud ». 
À partir de 1787, année du départ de la First Fleet (« Première flotte »), cette région a servi de colonie pénitentiaire pour l'Empire britannique. Le jour d'arrivée de cette flotte est devenu la date de la fête nationale australienne. 
Aujourd'hui, la baie est principalement connue comme site de l’aéroport international Kingsford Smith, le plus important d’Australie. La région située autour des promontoires de la baie est protégée dans le cadre du parc national de Botany Bay, où se trouve également la réserve naturelle de Towra Point (en).
À l'origine, Cook et d'autres rédacteurs du journal de l’expédition appelèrent la baie, « Stingray Bay » à cause de la raie qu’ils avaient capturée. Ce nom fut aussi enregistré dans une charte de l’Amirauté. Le carnet de Cook du 6 mai 1770 note : « la grande quantité de ce type de poissons trouvée en ce lieu me poussa à lui donner le nom de Stingrays Harbour ».
Mais, dans son journal (préparé ultérieurement à partir de son carnet), il le modifia en « la grande quantité de plantes que Mr. Banks et le Dr. Solander trouvèrent en ce lieu me poussa à lui donner le nom de Botany Bay ».
La Boussole et L'Astrolabe de l'expédition de La Pérouse y firent escale en janvier 1788.

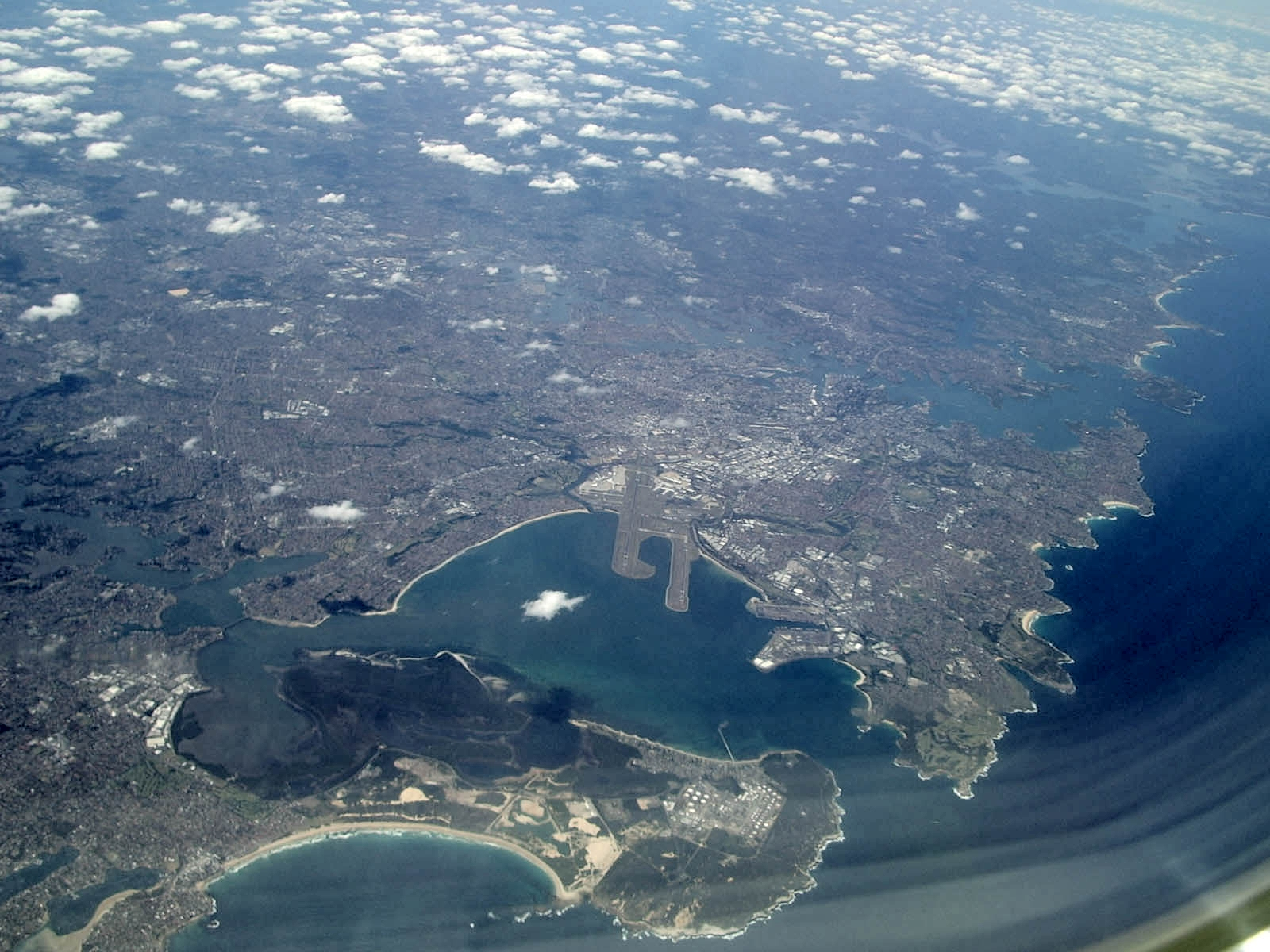
Vue aérienne de Botany Bay.

## Aéroport de Kingsford et Port Botany
Le petit aérodrome Mascot à Botany Bay fut progressivement agrandi et rebaptisé en 1953 en aéroport de Sydney (Kingsford Smith).
Port Botany a été construit en 1930 et est actuellement un terminal à conteneurs.